# Chevrolet Series FA

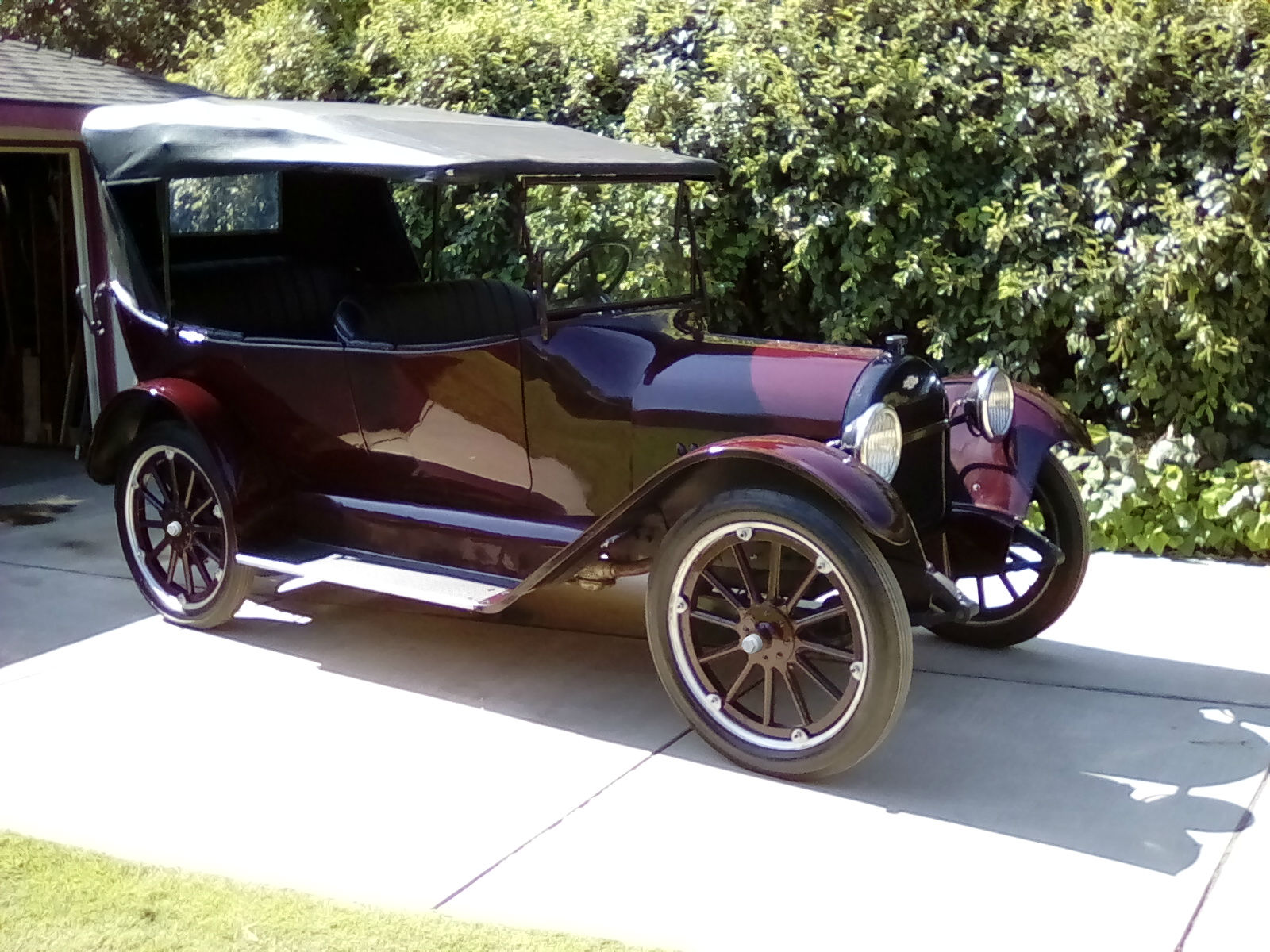
Une Chevrolet Series FA de 1918.

La Chevrolet Series FA (ou Chevrolet FA) de 1917–1918 est un véhicule américain fabriqué par Chevrolet. Il s'agissait d'une remplaçante de la Series F avec des améliorations dans la capacité du moteur ainsi que d'autres fonctionnalités. Dans cette transformation de série, les noms préexistants des voitures des séries H et F, The Royal Mail et Baby Grand ont été abandonnés au profit des noms Roadster et Touring respectivement. La Series FA a été remplacée par la Chevrolet Series FB en 1919.

## Améliorations techniques
La FA était montée sur le même châssis que les séries H et F et avait le même empattement de 108 pouces que la Series F, en utilisant la plate-forme GM A. La FA avait une version améliorée des moteurs de ses deux séries précédentes. La course du moteur à quatre cylindres précédent a été allongée de 11/4 pouces, augmentant ainsi la cylindrée à 224 pouces cubes et augmentant la puissance à 37 pour la FA. Ce nouveau moteur possédait une pompe à huile de circulation et une pompe à eau qui remplaçaient le système de refroidissement par thermosiphon. De plus, la boîte de vitesses été repositionnée contre l'embrayage pour former une unité avec le moteur.

## Caractéristiques du moteur
- Vanne de tête
- En ligne
- Bloc en fonte à quatre cylindres
- Alésage et course: 3 11/16 × 5 1/4 po
- Déplacement: 224 cid
- Puissance nette: 36 ch
- Paliers principaux: trois
- Poussoirs de soupape: solide
- Carburateur: Zenith double jet[3]

## Modèles

### Chevrolet FA berline
La Chevrolet FA berline appelée FA-4, le Roadster FA-2 "Royal Mail", et une Touring ouverte, FA-5 "Baby Grand", la voiture de 1917 était plus grande que la Chevrolet Series 490. Elle était facilement accessible via la seule porte de droite, même sans siège avant droit rabattable. La voiture avec plancher plat avait une double marche vers le sol. Il était en bois et avait des piliers amovibles sur le toit de la voiture.

### FA Series berline Touring Opera
Les berlines toutes saisons ont été transformées en berlines à toit rigide sans pilier qui étaient similaires aux styles de carrosserie que Chevrolet et General Motors ont introduits entre 1949 et 1956. Ce modèle fermé ou «toute saison» offert par Chevrolet en 1917-1918, la Series FA berline Touring Opera de 1 475 $ était identique à la berline, sauf que les piliers étaient attachés sur le toit de la voiture.

### Noouvelle FA berline avec un pare-brise ouvrable
Les voitures fermées que Chevrolet avait commencé à offrir n'avaient pas la ventilation d'air frais des roadsters décapotables et des voitures de tourisme. Les voitures fermées que Chevrolet avait commencé à offrir n'avaient pas la ventilation d'air frais des roadsters sans toit et des voitures de tourisme. En réponse à ce problème, Chevrolet a introduit la nouvelle Series FA berline en 1917-1918 qui avait un pare-brise ouvrable et divisé horizontalement. C'était en quelque sorte le prédécesseur de la climatisation artificielle qui a été introduite en option 40 ans plus tard et est considérée comme standard aujourd'hui.